# Phynox
 (février 2019).
Phynox est le nom commercial d'un superalliage austénitique durcissable à base de cobalt, à très grande résistance et très inoxydable.
Sa composition type est :
| Métal     | Taux |
| --------- | ---- |
| Cobalt    | 40%  |
| Chrome    | 20%  |
| Nickel    | 17%  |
| Fer       | 14%  |
| Molybdène | 7%   |

Ses caractéristiques, notamment sa limite élastique élevée, l'ont fait utiliser pour la fabrication de ressorts — notamment en horlogerie — ou en chirurgie vasculaire.